# Johnny Risko
Johnny Risko (Austria, 18 dicembre 1902 – 13 gennaio 1953) è stato un pugile statunitense.
Pugile di grande mestiere che combatté con risultati alterni negli Anni '20 e '30 affrontando parecchi campioni delle categorie dei pesi mediomassimi e dei pesi massimi.
L'incontro in cui fu sconfitto per KO al 9º round da Max Schmeling venne nominato Ring Magazine fight of the year per il 1929.

## Gli inizi
Professionista dal 1923.

## La carriera
Questi i migliori pugili affrontati da Risko.
Nel 1925 Young Stribling, Jack Sharkey, Gene Tunney.
Nel 1926 Jack Delaney, Paul Berlenbach, Young Stribling, Mike McTigue, Tommy Loughran.
Nel 1927 Tommy Loughran, Jack Delaney, Tom Heeney, Paulino Uzcudun.
Nel 1928 Jack Sharkey, Ernie Schaaf.
Nel 1929 Max Schmeling, Ernie Schaaf.
Nel 1930 Paolino Uzcudun, Mickey Walker.
Nel 1931 Mickey Walker, Tom Heeney, Max Baer, Tommy Loughran, Max Baer.
Nel 1932 Mickey Walker.
Nel 1933 Tommy Loughran
Nel 1934 Tommy Loughran.
Pur non riuscendo a primeggiare, sconfisse i campioni mondiali Berlenbach, Delaney, Sharkey, Walker, Baer e pugili ai vertici delle proprie categorie quali Heeney, Uzcudun e Schaaf.
Perse solo 3 incontri per KO su 141 registrati.
Nel pugilato di quell'epoca, sicuramente una presenza di cui tenere conto.